# Les Nuits d'Istres
Les Nuits d'Istres est le nom d'un festival regroupant essentiellement des artistes musicaux de divers horizons pouvant être issus de la scène régionale, nationale ou internationale. Il a lieu annuellement au début du mois de juillet dans le jardin du Pavillon de Grignan sur la ville d'Istres.

## Présentation

### Historique
La première édition du festival a eu lieu en 1992 sous le nom « les Estivales d'Istres ». Il prend son nom actuel à partir de 2009. Certaines éditions ont également accueilli des humoristes ou des couturiers selon les années.

## Programmation

### Édition 2018
- 07/07 : Francis Cabrel
- 06/07 : Julien Doré
- 05/05 : Imany
- + Hyphen Hyphen

### Édition 2017
- 07/07 : Roger Hodgson (of Supertramp)
- 08/07 : Véronique Sanson
- 10/07 : Milky Chance , Morcheeba

### Édition 2016
- 04/07 : Robert Plant & the sensational space shifters
- 06/07 : Selah Sue
- 07/07 : Alain Souchon et Laurent Voulzy

### Édition 2015
- 07/07 : Asaf Avidan, Charles Pasi
- 08/07 : Shaka Ponk, Lisa Leblanc
- 09/07 : Julien Clerc

### Édition 2014
Le festival n'a pas eu lieu en 2014.

### Édition 2013
- 02/07 : Salif Keita, Idir
- 04/07 : IAM
- 06/07 : Pierre Henry
- 09/07 : Mika

### Édition 2012
- 02/07 :  Jessye Norman
- 04/07 : Yannick Noah, Suarez
- 09/07 : George Benson, Ahmad Jamal
- 14/07 : Gilberto Gil, Inna Modja

### Édition 2011
- 03/07 : Brian Setzer, Fiction Plane
- 06/07 : Anne Roumanoff
- 07/07 : Zaz, Zaza Fournier
- 09/07 : Gotan Project, The Two
- 12/07 : Cyndi Lauper, Neema

### Édition 2010
- 04/07 : Patrick Bosso
- 05/07 : Vanessa Paradis, Albin de la Simone
- 08/07 : Jacques Higelin, Féloche
- 12/07 : Iggy and The Stooges, Son of Dave

### Édition 2009
- 04/07 : Place des Anges - les studios de cirque de Marseille (Pierrot Bidon), Chinese Man
- 06/07 : Patricia Kaas, Charlotte Reinhardt
- 11/07 : Simple Minds, Pony Pony Run Run

### Édition 2008
- 02/07 : Cali, Arno, Syd Matters
- 03/07 : Omar Perry, Max Romeo, Gentleman
- 04/07 : Christophe Maé
- 05/07 : Keziah Jones

### Édition 2007
- Sonic Youth
- Superbus
- Alpha Blondy
- Gad Elmaleh

### Édition 2006
- Patrice, Dub Incorporation
- Raphael
- Laurent Gerra
- Tracy Chapman

### Édition 2005
- Rokia Traore, Louis Winsberg
- Cassandra Wilson, Peter Cincotti
- Seu Jorge, Fernanda Abreu, Sinclair
- Pink Martini, Julien Jacob
- Calogero
- Gérald de Palmas

### Édition 2004
- Carlos Nunez
- Rickie Lee Jones
- Emir Kusturica
- Corneille, Ilene Barnes
- Pascal Obispo

### Édition 2003
- Renaud
- Zazie
- Jane Birkin
- Patrick Bruel
- Rita Mitsuko

### Édition 2002
- Sinclair
- Dee Dee Bridgewater
- Marianne Faithfull
- Goran Bregovic

### Édition 2001
- Isaac Hayes, The Blues Brothers
- St Germain
- Henri Salvador
- Patrick Fiori
- Paco de Lucía
- Vanessa Paradis
- Torrente (défilé Haute Couture)

### Édition 2000
- Luz Casal
- I Muvrini
- Sophie Pondjiclis
- Patrick Bruel
- Eddy Mitchell
- Lou Reed
- Jean-Charles de Castelbajac (défilé Haute Couture)

### Édition 1999
- Gloria Gaynor, The Temptations
- Véronique Sanson
- Pat Metheny
- Zucchero
- Paco Rabanne (défilé Haute Couture)

### Édition 1998
- Julien Clerc
- James Brown
- Marcus Miller, Joe Zawinul
- Ruggero Raimondi
- Olivier Lapidus (défilé Haute Couture)

### Édition 1997
- Charles Trenet
- Michel Jonasz
- Lucky Peterson, Paul Personne
- Michel Petrucciani, Vitou, Haymes et Barreto
- Louis Feraud (Défilé de Haute Couture)